# Sergio Raimondi (Schriftsteller)

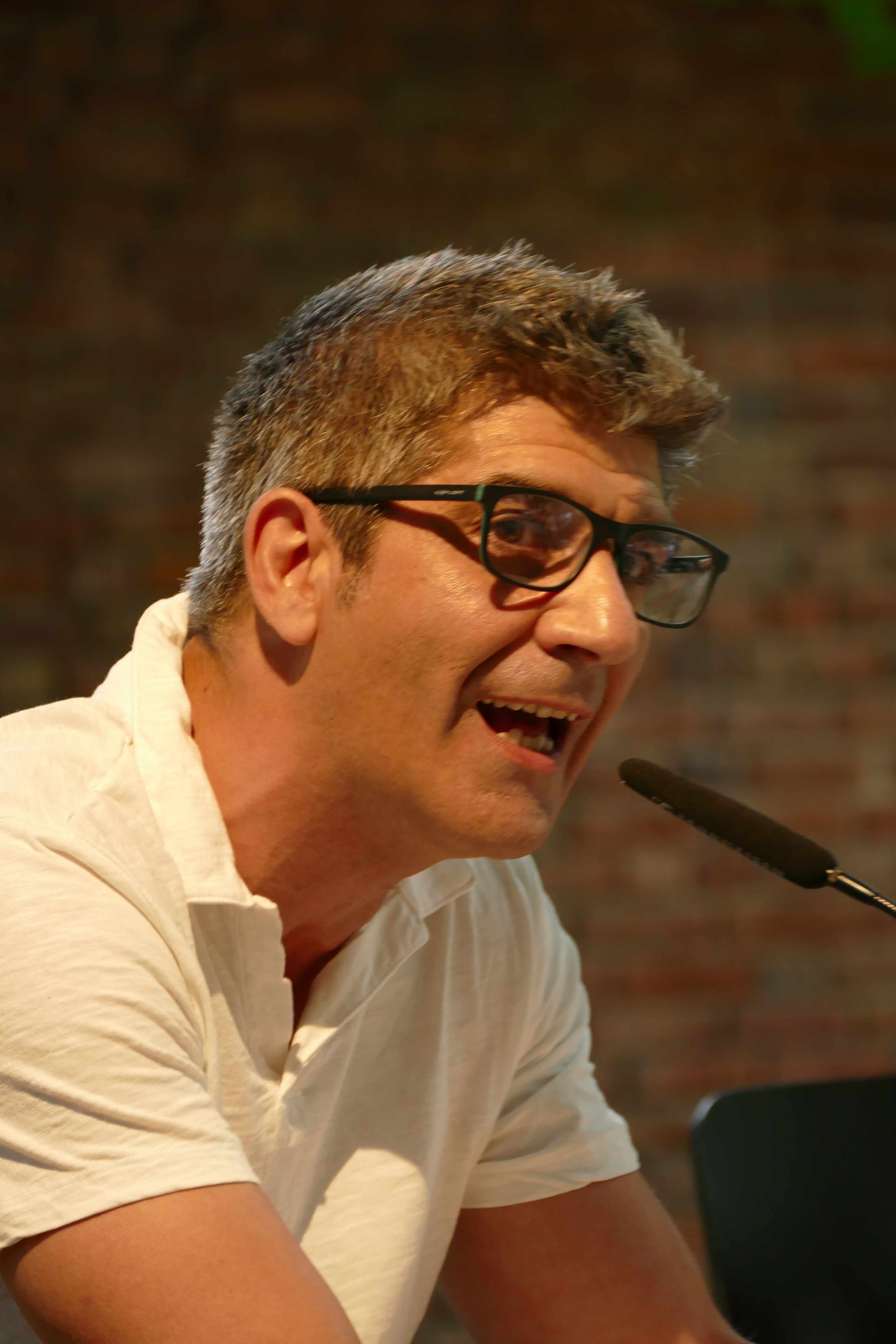
Sergio Raimondi auf dem Lyrikmarkt Berlin 2018

Sergio Raimondi (geboren 1968 in Bahía Blanca) ist ein argentinischer Schriftsteller.

## Leben
Sergio Raimondi studierte Literaturwissenschaft und arbeitete für das Museo del Puerto (Hafenmuseum) in Ingeniero White. Er gehörte der Dichtergruppe Mateístas an, deren Mitglieder zwischen 1985 und 1994 in den Straßen von Bahía Blanca Gedichte an die Wände malten. 
Raimondi erhielt im Jahr 2007 eine Guggenheim Fellowship und ist Gast des Berliner Künstlerprogramm des DAAD 2018.
Raimondi arbeitet als freier Schriftsteller und ist Dozent für zeitgenössische Literatur an der Universidad Nacional del Sur (UNS). Von 2011 bis 2014 war er Kulturdezernent in der Stadt Bahía Blanca.
Er war 2013 Gast des Internationales Literaturfestival Berlin, 2016 Gast des Festival Poetry International in Rotterdam und 2017 des Poesiefestival Berlin.

## Werke (Auswahl)
- Catulito. Gedichte Catulls. Übersetzung Sergio Raimondi. Vox, 1999
- Poesía civil Bahia Blanca: Vox, 2001
- Zivilpoesie. Übersetzung Timo Berger. Berlin:  Wissenschaftlicher Verlag Berlin, 2005 ISBN 978-3-86573-112-8
- Für ein kommentiertes Wörterbuch. Gedichte, spanisch/deutsch. Übersetzung Timo Berger. Berlin: wvb, 2005 ISBN 978-3-86573-112-8
- Zivilpoesie | Poesía civil. Übersetzung Timo Berger. Erweiterte Neuauflage. Leipzig: Reinecke & Voß, 2017 ISBN 978-3-942901-28-4